# 埃齐·马格贝戈
埃齐约达·马格贝戈（英語：Eziyoda Magbegor，1999年8月13日—），澳大利亚女子篮球运动员，2018年女子世界盃籃球賽银牌得主、2022年女子世界盃籃球賽铜牌得主、2024年夏季奥林匹克运动会女子铜牌得主。